# Henrymeyerit
Henrymeyerit ist ein sehr selten vorkommendes Mineral aus der Mineralklasse der „Oxide und Hydroxide“ mit der chemischen Zusammensetzung BaFe2+Ti7O16 und damit chemisch gesehen ein Barium-Eisen-Titan-Oxid, genauer ein Barium-Eisen-Titanat vom Typ Hollandit.
Henrymeyerit kristallisiert im tetragonalen Kristallsystem und fand sich bisher in Form von nadeligen bis prismatischen Kristallen von bis zu 0,2 mm Größe mit einem diamantähnlichen Glanz auf den Oberflächen. Das Mineral ist durchweg undurchsichtig (opak) und von schwarzer Farbe, kann im Auflicht aber auch graubraun erscheinen. Seine Strichfarbe ist dagegen rötlichbraun.

## Etymologie und Geschichte
Entdeckt wurde Henrymeyerit in Mineralproben aus dem Bergwerk Kowdor im gleichnamigen Bergmassiv in der Oblast Murmansk auf der nordwestrussischen Halbinsel Kola. Die Analyse und Erstbeschreibung erfolgte durch ein internationales Mineralogenteam, bestehend aus Roger H. Mitchell (Kanada), Viktor N. Yakovenchuk (Russland), Anton R. Chakhmouradian (Kanada), Peter C. Burns (USA) und Yakov A. Pakhomovsky (Russland). Sie benannten das Mineral nach Henry Oostenwald Albertjin Meyer (1937–1995), um seine Verdienste im Bereich der Petrologie und Mineralogie von Xenolithen und Kimberliten zu ehren.
Das Mineralogenteam sandte seine Untersuchungsergebnisse und den gewählten Namen 1999 zur Prüfung an die International Mineralogical Association (interne Eingangsnummer IMA: 1999-016), die den Henrymeyerit als eigenständige Mineralart anerkannte. Veröffentlicht wurde die Erstbeschreibung ein Jahr später im Fachmagazin The Canadian Mineralogist. Die seit 2021 ebenfalls von der IMA/CNMNC anerkannte Kurzbezeichnung (auch Mineral-Symbol) von Henrymeyerit lautet „Hmy“.
Das Typmaterial des Minerals wird im Institut für Geologie, Wissenschaftszentrum Kola der Russischen Akademie der Wissenschaften (englisch Institute of Geology, Kola Science Center of the Russian Academy of Sciences, kurz Geol. Inst., Kola Branch; GIKB) aufbewahrt. Eine Katalognummer der Probe ist allerdings nicht dokumentiert.

## Klassifikation
Da der Henrymeyerit erst 1999 als eigenständiges Mineral anerkannt wurde, ist er in der letztmalig 1977 überarbeiteten 8. Auflage der Mineralsystematik nach Strunz noch nicht verzeichnet.
In der zuletzt 2018 überarbeiteten Lapis-Systematik nach Stefan Weiß, die formal auf der alten Systematik von Karl Hugo Strunz in der 8. Auflage basiert, erhielt das Mineral die System- und Mineralnummer IV/D.08-033. Dies entspricht der Klasse der „Oxide und Hydroxide“ und dort der Abteilung „Oxide mit dem Stoffmengenverhältnis Metall : Sauerstoff = 1 : 2 (MO2 und verwandte Verbindungen)“, wo Henrymeyerit zusammen mit Cesàrolith, Coronadit, Ferrihollandit, Hollandit, Kryptomelan, Manjiroit, Mannardit, Priderit, Redledgeit und Strontiomelan die „Kryptomelangruppe“ mit der Systemnummer IV/D.08 bildet.
Die von der IMA zuletzt 2009 aktualisierte 9. Auflage der Strunz’schen Mineralsystematik ordnet den Henrymeyerit ebenfalls in die Abteilung „Metall : Sauerstoff = 1 : 2 und vergleichbare“ ein. Diese ist allerdings weiter unterteilt nach der relativen Größe der beteiligten Kationen und der Kristallstruktur. Das Mineral ist hier entsprechend seiner Zusammensetzung und seinem Aufbau in der Unterabteilung „Mit großen (± mittelgroßen) Kationen; Tunnelstrukturen“ zu finden, wo es zusammen mit Akaganeit, Coronadit, Hollandit, Manjiroit, Mannardit, Priderit und Redledgeit die „Hollanditgruppe“ mit der Systemnummer 4.DK.05 bildet.
In der vorwiegend im englischen Sprachraum gebräuchlichen Systematik der Minerale nach Dana hat Henrymeyerit die System- und Mineralnummer 07.09.01.06. Das entspricht ebenfalls der Klasse der „Oxide und Hydroxide“ und dort der Abteilung „Mehrfache Oxide“. Hier findet er sich innerhalb der gleichnamigen Unterabteilung „Mehrfache Oxide“ in der „Kryptomelangruppe (Hart, schwarz, feinkörnig)“, in der auch Hollandit, Kryptomelan, Manjiroit, Coronadit und Strontiomelan eingeordnet sind.

## Kristallstruktur
Henrymeyerit kristallisiert tetragonal in der Raumgruppe Raumgruppe I4/m (Raumgruppen-Nr. 87) mit den Gitterparametern a = 10,219 Å und c = 2,963 Å sowie einer Formeleinheit pro Elementarzelle.

## Bildung und Fundorte
Henrymeyerit bildete sich an seiner Typlokalität im alkalischen ultramafischen Kowdor-Komplex auf der Halbinsel Kola in Adern der dort vorliegenden Tetraferriphlogopit-Calcit-Dolomit-Karbonatite. Das Mineral tritt dort in Paragenese neben den bereits genannten noch mit Fluorapatit, Rimkorolgit, Katapleiit, Collinsit und Pyrit sowie möglicherweise auch mit niobhaltigem Anatas auf.
Weltweit sind für Henrymeyerit bisher nur etwas mehr als 10 Vorkommen dokumentiert (Stand 2024). Außer in der Kowdor-Mine trat das Mineral im Kowdor-Massiv noch im nahe gelegenen Eisenerz-Tagebau Zheleznyi und innerhalb der Oblast Murmansk noch in den Chibinen, genauer am Eweslogtschorr, Raswumtschorr und Juksporr (Material'naya-Stollen) sowie am Kuamdespachk in der Lowosero-Tundra auf. Daneben fand sich Henrymeyerit in Russland nur noch Bol'shetagninskoe-Massiv in der Oblast Irkutsk.
Weitere bisher bekannte Fundorte sind die Jetty-Halbinsel in der Antarktis, der „Ice River“-Alkalikomplex der Golden Mining Division in British Columbia und der Karbonatitkomplex am Schryburt Lake im Kenora District Ontario in Kanada, der ultrapotassische Lamproit-Dyke bei Šebkovice im tschechischen Okres Třebíč, der vorwiegend agpaitische Ilimmaasaq-Komplex im Südwesten Grönlands sowie in den Nephelinsyenit-Pegmatiten der Bearpaw Mountains im Hill County und bei Gordon Butte, wo Nephelinsyenit-Pegmatit-Dykes kalihaltige alkalische Gesteine durchdringen, im Meagher County in Montana.